# Гляціодислокації
Гляціодислокації(від лат. glacies — лід і франц. dislocation — зміщення) — це порушення у розташуванні гірських порід, які викликані у результаті пересування і тиску льодовика.
Гляціодислокації є предметом вивчення гляціотектоніки, що є одним із напрямів гляціології.
М. Г. Гросвальд розділив усі гляціодислокації на три групи:
- приповерхневі, пов'язані з активними льодовиками;
- приповерхневі, пов'язані з деградованим (мертвим) льодом;
- гляціотектонічні утворення у більш глибоких шарах літосфери[2].

Утворюються гляціодислокації, якщо корінне ложе льодовика має нерівності або виникає зменшення щільності у зонах тектонічних розломів із надмірним зволоженням та зниженої міцності породами.

## Гляціодислокації, пов'язані з активними льодовиками
Гляціодислокації, пов'язані з активними льодовиками — це скибові деформації, що пов'язані з рухом льоду у периферійних частинах льодовиків. До них належать усі найпотужніші відомі гляціодислокації.
Згідно з гіпотезами, вони утворилися в результаті руху епітермальної частини літосфери, яка примерзла до льодовика, по площині зрізу та ковзання збігається із нижньою межею мерзлих порід. Однією з найбільших у світі гляціодислокацій є Сибірські Ували в Західному Сибіру (Росія).
Значні скибові гляціодислокації на території Білорусі досягають 80 км у довжину та мають до 3 км ширини і більше (Пєсковська). Вони складаються із системи насунутих одна на одну складок та лусок, складених із сильно деформованих порід різного (крейдового та палеогенового) віку. Найбільші відторженці — це окремі брили потужністю до 100 м і більше.
У результаті впливу льодовика поверхня і верхня частина товщі дочетвертинних осадових порід виявились сильно зміненими. Таке перетворення на деяких територіях викликає видалення у результаті екзарації величезних масивів (місцями до 150—200 м глибини) дочетвертинних порід, у той час в інших місцях спостерігається значне збільшення потужності осадових порід (на 100—200 м)), що виникає внаслідок формування гляціодислокацій скибового і гляціодіапірового типу.

## Гляціодіапір
Механізм утворення гліціодіапірів пов'язаний із тиском льодовика, який рухається по талій або водонасиченій породі, морені, воднольодовикових відкладах або відкладах прильодовиковикових озер. У результаті тиску льоду відбувається видавлювання субстрату у тріщини ослаблених ділянок нижніх шарів льоду. Такі ін'єкції утворюють також і так звані гляціодайки.
Потрібно відмітити, що утворення гляціодислокацій відбувається у результаті виникнення під впливом льодовика значної напруги у підстильних породах.
- Ін'єктивні дислокації виникають під час вторгнення м'яких, нерідко — пластичних і вологих, порід ложа льодовика у товщу активного льду (гляціодіапіри), у міжлопатеві прошарки та інші ділянки зниженого тиску.

- Льодовикові відторженці — це блоки осадових гірських порід, які цілком відокремлені льодовиком від материнської основи і повністю стають складовою частиною власне льодовикових відкладів. Вони більш-менш зберігають первинні текстуру та структуру.

## Гляціодислокації, пов'язані з деградованими льодовиками (мертвим льодом)
- Гляціокарст — деформації просадкового та зсувного характеру, які зумовлені таненням мертвого льоду. Такі гляціокарстові (термокарстові) воронки та котли виникають часто катастрофічно, біля країв льодовиків, які відступили, у перигляційній зоні.

- Ін'єктивні форми виникають у результаті діапіризма у тріщини деградуючого льодовика. Вони характерні для Алтаю[7], Канади[8] та Швеції[9].

- Айсбергові дислокації — це деформації донних відкладів океанів, морів та інших водойм прильодовикового типу, що пов'язані з динамічним впливом айсбергів. Айсбергові дислокації можуть виникати на глибинах до 500 м, в Антарктиці — до 600 м[10]. Вони мають вигляд борозн виорювань глибиною до 2-2,5 м, інколи — до 19 м, і шириною до 20 м. Ці борозни «лежать» на продовженнях фіордів та інших підводних льодовикових долин у напрямку панівних течій.

Утворення борозн супроводжується складчастими та лускуватими дислокаціями ґрунту, дно збагачується льодовиковими валунами та галькою, що принесені айсбергами. У місцях, де айсберги сідали на мілину, спостерігаються ізометричні відбитки, інколи з дропстоунами, які в них залягають.
Вивчення айсбергових дислокацій має велике значення для розробки методів захисту підводних комунікацій від пошкоджень айсбергами, у тому числі — нафто- і газопроводів (наприклад, у морі Бофорта та в інших районах Арктики).

## Гляціоізостатичні рухи земної кори
Дані дислокації деякі гляціологи та геологи лише умовно відносять до гляціодислокацій. Сюди також можна віднести процеси активізації розломів кори, які пов'язані льодовиковим тиском, та гляціогалокінез.
Гляціогалокінез
Це інтенсивний ріст похованих соляних структур (соляних куполів і штоків) під впливом льодовикового тиску. Велике значення активності гляціогалокінеза підтверджується взаємовпливом між слідами давніх зледенінь (моренами, гляціодислокаціями) і розподілом соляних структур. Приклади гляціогалокінезу виявлені у Данії, на Північнонімецькій низовині, на території Прип'ятьського прогину і Дніпровсько-Донецької западини.
Однією з діагностичних ознак льодовикового галокінезу є включення валунів кам'яної солі у четвертинні морени Прибалтики, Білорусі, Росії.

## Види гляціодислокацій
- Зрізані.

- Переміщені.

- Насунуті.

## Поширення
Поширені у периферійній частині льодовика, де виникав найбільший тиск. Вони простежуються на глибині не більше як 150 м.

## Гляціодислокації в Україні
Гляціодислокації в Україні утворилися під час Дніпровського зледеніння (Дніпровський льодовиковий потік та Західно-Поліська льодовикова лопать, які є частинами крайових льодовикових утворень) та Окського зледеніння у Передкарпатті.

### Гляціоструктури

#### Види
- Складки, насуви, луски, що подекуди ускладнені піщаним або глиняним діапіризмом. Вони добре виражені у рельєфі.
- Порушення, які не утворюють окремих форм і не мають вираження у рельєфі. Вони утворюють покриви, поля або поодинокі гляціовідторженці. Найбільші з них — це покриви на межиріччі Рось-Вільшанка.

#### Форми рельєфу
Найбільші пасма — це Канівські гори та Мошногірський кряж.
Найбільші куполоподібні підняття — це гори Пивиха, Калитва, Кленова (Середнє Придніпров'я, 4-а надзаплавна тераса Дніпра).
Горби та пасма на Київщині та Житомирщині утворені у межиріччях.
На північному заході Волинської області гляціодислокації утворюють крайові напірні підвищення на поверхні денудаційних рівнин.
На території Надсанської низовини, що на Прикарпатті, є гляціодислокації Окського зледеніння.